# Choristopsyche tenuinervis
Choristopsyche tenuinervis (лат.) — ископаемый вид скорпионниц рода Choristopsyche из семейства Choristopsychidae. Обнаружен в юрских отложениях Средней Азии (Кыргызстан, ?Таджикистан; Sulyukta Formation, Shurab II, Ditch 69, около 185 млн лет, плинсбахский ярус), а позднее также и в Китае. Длина переднего крыла 10,3 мм, а его ширина — 5,9 мм.
Вид Choristopsyche tenuinervis был впервые описан в 1937 году советским палеоэнтомологом Андреем Васильевичем Мартыновым (1879—1938; ПИН РАН, Москва, СССР) вместе с таксонами Mesopolystoechus apicalis, Aboilus cellulosus, Archaboilus kisylkiensis, Archaboilus shurabicus, Juravoliopus sinuatus, Cicadellopsis incerta, Diphtheropsis incerta, Eofulgoridium kisylkiense и другими новыми ископаемыми видами. Таксон Choristopsyche tenuinervis включён в состав рода Choristopsyche вместе с Choristopsyche asticta, Choristopsyche perfecta.